# Turkey Creek
Turkey Creek är ett vattendrag i Ontario i Kanada.  Det är en vänsterbiflod till Detroit River och rinner ut i Detroit vid LaSalle.